# Stephen Jensen
Stephen Arthur Jensen (ur. 30 maja 1954 w Vancouver) – kanadyjski duchowny katolicki, biskup Prince George od 2013.

## Życiorys
Święcenia kapłańskie otrzymał 24 maja 1980. Pracował duszpastersko w rodzinnej archidiecezji Vancouver będąc m.in. wikariuszem generalnym (od 2009). W roku 1996 otrzymał tytuł prałata honorowego Jego Świątobliwości.
3 stycznia 2013 papież Benedykt XVI mianował go ordynariuszem Prince George w metropolii Vancouver. Sakry udzielił mu 2 kwietnia 2013 metropolita Vancouver - arcybiskup John Michael Miller.